# NCSoft
NCSoft — південнокорейська компанія, що спеціалізується на онлайн-іграх. В Україні компанія NCsoft найбільш відома як розробник Lineage 2 і Aion, багатокористувацьких рольових онлайн-ігор (MMORPG). Розташована у Соннам.

## Історія
Компанія NCsoft була заснована в березні 1997 року Так Чжин Кімом (Tak Jin Kim), автором відомої корейської програми word processor, а також інших бізнес-програм. Одним з перших продуктів компанії стала NC HTML Editor. У вересні 1998 року NCsoft запустила першу, і дуже популярну, гру Lineage, яка дозволила компанії розширитися в Тайвань, Китай, Японії, і в США.
У квітні 2001 року компанія заснувала філію в США (розташований в Техасі), як партнер Destination Games. Джейк Сон також переїхав в Остін, щоб стимулювати розвиток.
NCsoft розробила Lineage II і реалізувала її в Південній Кореї 1 жовтня 2003 року і в США 28 квітня 2004 року. NCsoft також видала Guild Wars (розроблені їх філією ArenaNet), а також MMORPG City of Heroes і City of Villains (розроблені Cryptic Studios).
У липні 2004 року було засноване європейське відділення Ncsoft, головний офіс якого знаходиться в Брайтон і, Англія. Вони відкрили City of Heroes декількох європейських країнах в лютому 2005 року і встановили сервера Lineage II (Teon і Franz) у вересні 2006 року.
На телевікторині Тайбея в лютому 2006 року, NCsoft оголосила про новий проект Dungeon Runners, який створювався в офісах Остіна. Проект закрито 2010 року.
В 2006 року NCsoft найняла найкращих розробників jMonkeyEngine для розробки графічних інтерфейсів, заснованих на API.
Крім того, на E3 2006 року, NCsoft оголосила про створення нового MMORPG, Aion. Aion розробляється Сеул ьскою компанією NCSOFT, і заснована на технології CryEngine, розробленої Crytek `ом. Розробка Aion була розпочата Куніхіко Ріом. В кінці 2008 року, відбувся реліз даної гри.

## Вкрадені вихідні коди
27 квітня 2007 року, Сеульска поліція повідомила про те, що сім колишніх співробітників NCsoft підозрюються у продажу вихідного коду Lineage III Японської ігровий компанії. За оцінками NCsoft, було завдано збитків більше одного мільярда доларів США.
Також два рази були вкрадені робочі версії ігрових серверів Lineage II (Хроніки 1 і 4).

## Продукти компанії

### MMORPG
- Lineage
- Lineage II
- Aion
- Guild Wars
  - Guild Wars Prophecies
  - Guild Wars Factions
  - Guild Wars Nightfall
  - Guild Wars: Eye of the North
- Guild Wars 2
- City of Heroes/City of Villains
- Blade & Soul
- WildStar

### Казуальні ігри
- Slugger
- Popcap World
- Bijoumachu
- Steel Dog
- Arpia
- Point Blank
- Драконіка
- Love Beat
- Punch Monster
- Metal Black
- Magic Thousand Character Classic

### Браузерні ігри
- Might and Magic: Heroes of Kingdoms
- Murim Jekook
- Magic King
- Myoung-in Jang-gi
- Sun-un Gostop
- Classic Gostop
- Golden Poker